# Сурск
Сурск — город районного подчинения в Городищенском районе Пензенской области в России. Образует муниципальное образование город Сурск со статусом городского поселения как единственный населённый пункт в его составе.

## География
Город расположен по обеим сторонам реки Суры (притока Волги), в 75 км от Пензы, в 20 км к югу от Городища, в 3 км от железнодорожной станции Асеевской Куйбышевской железной дороги.

## История
Основан в 1849 году помещиком Астафьевым как поселение «Никольский хутор» при суконной фабрике. Сразу после половодья на берегу Суры, в 7 верстах от своего имения в селе Турдаки, заложил суконную фабрику. Возникло поселение при фабрике, которое получило название Никольский хутор. В конце 1870-х гг. фабрику купил купец А. В. Асеев, который реконструировал её. С 1889 года год в посёлке Никольский хутор существовала Казанская церковь
В 1928 году переведён в категорию посёлка городского типа с названием «Никольский хутор». В 1941 году основан литейно-механический завод на базе эвакуированного из Вышнего Волочка предприятия.
В августе 1953 года посёлок преобразован в город Сурск.

## Население
| 1886    | 1897  | 1926  | 1931  | 1939  | 1959    | 1970    | 1979  | 1989  |
| ------- | ----- | ----- | ----- | ----- | ------- | ------- | ----- | ----- |
| 459     | ↗826  | ↗3566 | ↗4598 | ↗7222 | ↗11 608 | ↘10 036 | ↘9839 | ↗9920 |
| 1992    | 1998  | 2002  | 2006  | 2009  | 2010    | 2013    | 2014  | 2015  |
| ↗10 000 | ↘9700 | ↘7981 | ↘7300 | ↘6899 | ↗7034   | ↘6974   | ↘6792 | ↘6674 |
| 2016    | 2017  | 2018  | 2020  | 2021  |         |         |       |       |
| ↘6515   | ↘6393 | ↘6254 | ↘5890 | ↗6034 |         |         |       |       |

На 1 января 2025 года по численности населения город находился на 1050-м месте из 1124 городов Российской Федерации.

## Экономика
- ООО ТД «СКТС»
- ООО «Сурский кирпичный завод»
- ООО «Сурский хлебозавод»
- Суконный комбинат «Красный Октябрь»

## Известные уроженцы
- Анисимов, Виктор Васильевич (1912—1941) — советский военный лётчик, капитан, Герой Советского Союза (1942).
- Белюсов, Пётр Николаевич (1897—1970) — советский военный деятель, один из организаторов и руководителей шифровальной службы вооружённых сил СССР, генерал-лейтенант (1943).